# Paul Pietsch
Paul Pietsch (Friburgo in Brisgovia, 20 giugno 1911 – Titisee-Neustadt, 31 maggio 2012) è stato un pilota automobilistico tedesco.

## Carriera
Inizia la sua carriera nel 1932 con Bugatti e Alfa Romeo.
Conclude al terzo posto il Gran Premio d'Italia del 1935 con l'Auto Union e il Gran Premio di Germania del 1939 con la Maserati. Partecipa a 3 gare del campionato mondiale di Formula 1 tra il 1950 e il 1952. In seguito è stato anche giornalista ed editore, fondatore dell'autorevole Auto Motor und Sport.
Avendo compiuto i 100 anni a giugno 2011, era diventato il più anziano ex-pilota di Formula 1 vivente, e il primo fra questi a raggiungere il secolo di vita.
È scomparso il 31 maggio 2012, poco prima del suo 101-esimo compleanno.

## Risultati

### Risultati in Formula 1
| 1950 | Scuderia     | Vettura |  |  |  |  |  |  |     |  | Punti | Pos. |
| ---- | ------------ | ------- |  |  |  |  |  |  | --- |  | ----- | ---- |
| 1950 | Paul Pietsch | 4CLT-48 |  |  |  |  |  |  | Rit |  | 0     |      |

| 1951 | Scuderia   | Vettura |  |  |  |  |  |     |  |  | Punti | Pos. |
| ---- | ---------- | ------- |  |  |  |  |  | --- |  |  | ----- | ---- |
| 1951 | Alfa Romeo | 159     |  |  |  |  |  | Rit |  |  | 0     |      |

| 1952 | Scuderia            | Vettura |  |  |  |  |  |     |  |  | Punti | Pos. |
| ---- | ------------------- | ------- |  |  |  |  |  | --- |  |  | ----- | ---- |
| 1952 | Motor-Presse-Verlag | Meteor  |  |  |  |  |  | Rit |  |  | 0     |      |

| Legenda | 1º posto     | 2º posto | 3º posto    | A punti         | Senza punti/Non class.  | Grassetto – Pole position Corsivo – Giro più veloce |
| Legenda | Squalificato | Ritirato | Non partito | Non qualificato | Solo prove/Terzo pilota | Grassetto – Pole position Corsivo – Giro più veloce |

### Risultati nel Campionato europeo di automobilismo
| 1932    | Scuderia           | Vettura        | ITA | FRA | GER |     |     |     |     | Punti | Posizione |
| ------- | ------------------ | -------------- | --- | --- | --- | --- | --- | --- | --- | ----- | --------- |
| 1932    | Pilesi Racing Team | Bugatti T35B   |     |     | Rit |     |     |     |     | 23    | 25º       |
| 1935    | Scuderia           | Vettura        | MON | FRA | BEL | GER | SVI | ITA | SPA | Punti | Posizione |
| 1935    | Auto Union         | Auto Union B   |     |     |     | 9   | 11  | 3   | NP  | 47    | 16º       |
| 1937    | Scuderia           | Vettura        | BEL | GER | MON | SVI | ITA |     |     | Punti | Posizione |
| 1937    | Pilota privato     | Maserati 6C 34 |     | Rit | NP  | 10  |     |     |     | 35    | 19º       |
| 1938    | Scuderia           | Vettura        | FRA | GER | SVI | ITA |     |     |     | Punti | Posizione |
| 1938    | Privato privato    | Maserati 6CM   |     | 6   |     |     |     |     |     | 28    | 17º       |
| 1939    | Scuderia           | Vettura        | BEL | FRA | GER | SVI |     |     |     | Punti | Posizione |
| 1939    | Maserati           | Maserati 8CTF  |     |     | 3   | -   |     |     |     | 26    | 14º       |
| 1939    | Pilota privato     | Maserati 4CL   |     |     | -   | Rit |     |     |     | 26    | 14º       |
| Legenda |                    |                |     |     |     |     |     |     |     |       |           |